# Exotism

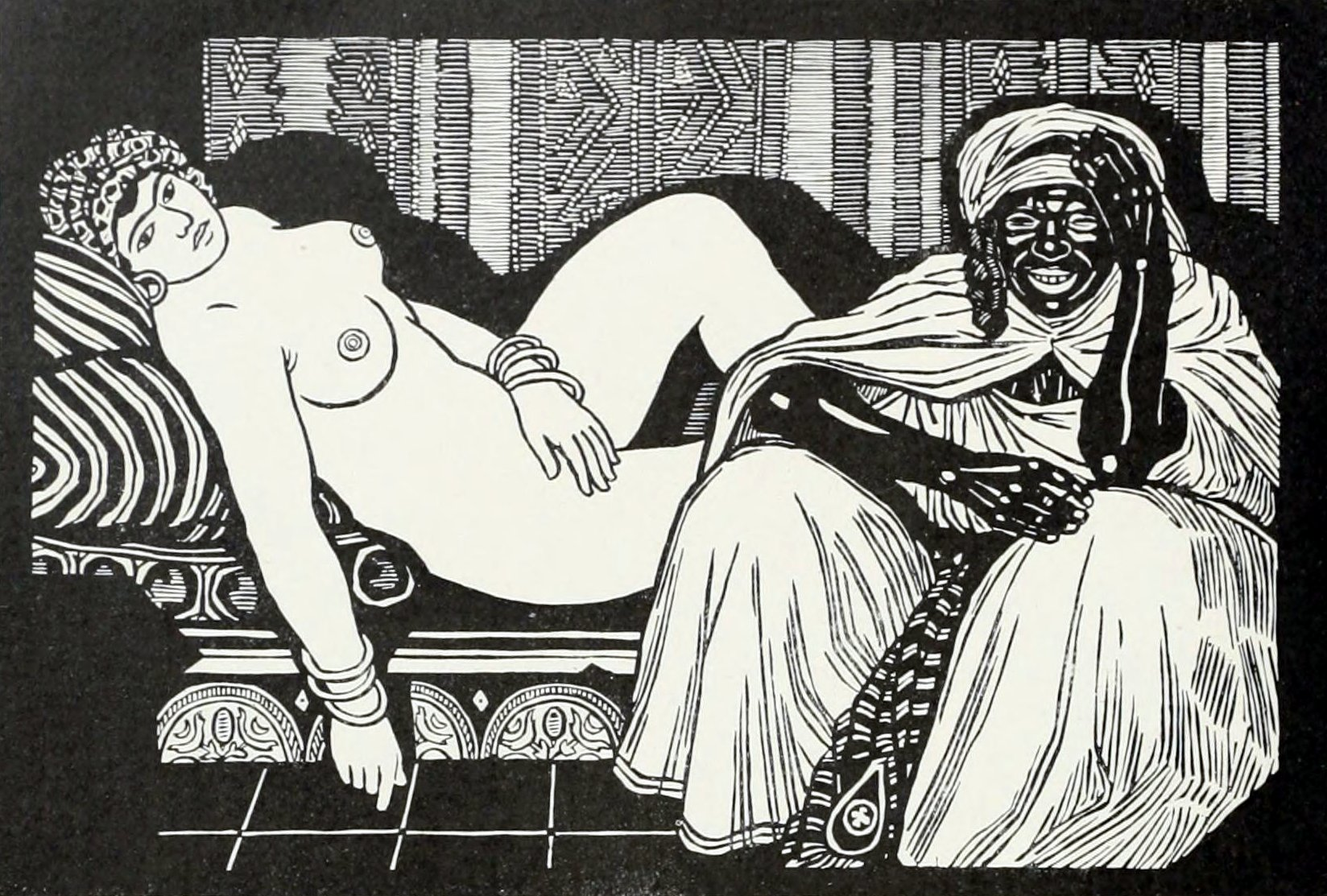
Figuri exotice în gravura Venus mauresque a lui Jules Migonney

Exotismul (de la „exotic”) este o tendință în arta și design-ul european, influențată de anumite civilizații sau grupuri etnice de la sfârșitul secolului al XIX-lea. Stimulat inițial de comerțul cu țările din Orient în secolele al XVI-lea și al XVII-lea, interesul europenilor pentru arta neoccidentală a devenit din ce în ce mai puternic ca urmare a colonialismului european. Așa-numita artă „orientală” emana de la un tip de fantezie primitivă existent în societatea occidentală și reflecta gusturile tot mai exotice ale Europei.
Influența exotismului poate fi observată în numeroase genuri culturale ale acestei perioade, în special în muzică, pictură și artă decorativă. Exotismul muzical este un gen în care ritmurile, melodiile sau instrumentația sunt concepute pentru a evoca atmosfera teritoriilor îndepărtate sau a vremurilor antice (de exemplu, Daphnis et Chloé și Tzigane for Violin and Orchestra ale lui Ravel, Syrinx for Flute Solo a lui Debussy sau Capriccio espagnol al lui Rimski-Korsakov). În afară de reprezentarea unor subiecți de origine orientală în pictura din secolul al XIX-lea, exotismul în artele decorative era asociat cu fantezia opulenței.
Exotismul este, prin definiție, este „farmecul necunoscutului”. Cercetătorul Alden Jones definește exotismul în artă și literatură ca o reprezentare a unei culturi pentru plăcerea reprezentanților altei culturi. Studiul „Essay on Exoticism” al lui Victor Segalen argumentează că exotismul s-a născut în epoca imperialismului, având valori estetice și ontologice și fiind folosit pentru a descoperi o deosebire culturală semnificativă. Un reprezentant important și arhetipal al exotismului este artistul și scriitorul Paul Gauguin, ale cărui reprezentări vizuale ale oamenilor și peisajelor din Tahiti erau adresate publicului francez. În timp ce exotismul este strâns legat de orientalism, el nu este o mișcare asociată în mod necesar cu o anumită perioadă de timp sau cultură. Exotismul poate lua forma primitivismului, etnocentrismului sau umanismului.